# Niobium-92
Niobium-92 of 92Nb is een onstabiele radioactieve isotoop van niobium, een overgangsmetaal. De isotoop komt van nature niet op Aarde voor. Niobium-92 is daarenboven het langstlevende isotoop dat nog niet in de natuur is teruggevonden, en bijgevolg is het geen primordiaal nuclide.

## Radioactief verval
Niobium-92 bezit een grote halveringstijd: 34,9 miljoen jaar. Het vervalt vrijwel volledig naar de stabiele isotoop zirkonium-92:
{\displaystyle {\ce {{^{92}_{41}Nb}->{^{92}_{40}Zr}+{e^{+}}+{\nu }_{e}}}}
De vervalenergie hiervan bedraagt 983,34 keV. De rest (0,05%) vervalt tot de stabiele isotoop molybdeen-92:
{\displaystyle {\ce {{^{92}_{41}Nb}->{^{92}_{42}Mo}+{e^{-}}+{\bar {\nu }}_{e}}}}
De vervalenergie bedraagt 356,67 keV.
79Nb · 80Nb · 81Nb · 82Nb · 83Nb · 84Nb · 84mNb · 85Nb · 85mNb · 86Nb · 86mNb · 87Nb · 87mNb · 88Nb · 88mNb · 89Nb · 89mNb · 90Nb · 90m1Nb · 90m2Nb · 90m3Nb · 90m4Nb · 90m5Nb · 91Nb · 91m1Nb · 91m2Nb · 92Nb · 92m1Nb · 92m2Nb · 92m3Nb · 93Nb · 93mNb · 94Nb · 94mNb · 95Nb · 95mNb · 96Nb · 97Nb · 97mNb · 98Nb · 98mNb · 99Nb · 99mNb · 100Nb · 100mNb · 101Nb · 102Nb · 102mNb · 103Nb · 104Nb · 104mNb · 105Nb · 106Nb · 107Nb · 108Nb · 109Nb · 110Nb · 111Nb · 112Nb · 113Nb · 114Nb · 115Nb